# MFF足球中心
MFF足球中心是位于蒙古国首都乌兰巴托的一个体育场。

## 简介
该体育场2002年建成开放。如今被蒙古足球协会用作足球比赛场，拥有足球比赛专用的大片人工草坪。蒙古国家足球队在此进行训练，以备战亚足联挑战杯以及2014年世界杯足球赛。